# Molacillos (kommunhuvudort)
Molacillos är en kommunhuvudort i Spanien.   Den ligger i provinsen Provincia de Zamora och regionen Kastilien och Leon, i den centrala delen av landet, 210 km nordväst om huvudstaden Madrid. Molacillos ligger 642 meter över havet och antalet invånare är 290.
Terrängen runt Molacillos är platt. Runt Molacillos är det ganska glesbefolkat, med 26 invånare per kvadratkilometer. Närmaste större samhälle är Zamora, 11,0 km sydväst om Molacillos. Trakten runt Molacillos består till största delen av jordbruksmark.